# NGC 1762
NGC 1762 (również PGC 16654 lub UGC 3238) – galaktyka spiralna (Sc), znajdująca się w gwiazdozbiorze Oriona. Odkrył ją William Herschel 8 października 1785 roku.
W galaktyce tej zaobserwowano supernową SN 2002cy.